# Johann Fabricius (Astronom)
Johann Fabricius (auch Johannes Fabricius; * 8. Januar 1587 in Resterhafe (Ostfriesland); † 10. Januar 1617 in Dresden) war ein deutscher Astronom. Er entdeckte unabhängig von Galileo Galilei und anderen die Sonnenflecken.

## Leben

### Kindheit und Jugend

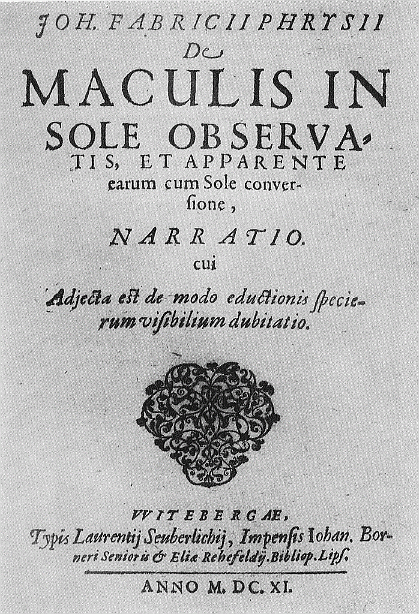
Titelbild der Fabricius Schrift De Maculis in sole observatis et apparente earum cum Sole conversione narratio

Johann Fabricius war der älteste Sohn von acht Kindern des Pastors und Astronomen David Fabricius, der umfangreiche astronomische und meteorologische Forschungen betrieb und in Briefwechsel mit Tycho Brahe, Johannes Kepler und Simon Marius stand.
Über Johann Fabricius’ Kindheit und Jugend ist wenig bekannt. Als Zwölfjähriger überstand Johann eine Erkrankung an der Pest, die Norddeutschland 1598 als Epidemie heimsuchte. Später besuchte er, wie bereits sein Vater, die Lateinschule in Braunschweig. Von dort aus sandte er seinem Vater öfters Wetterberichte, die dieser in sein „Calendarium“ aufnahm.

### Studium
Nach Abschluss der Schule nahm er im Mai 1605 ein Studium an der Universität von Helmstedt auf, an der bereits sein Vater studiert hatte. Neben den üblichen Grundstudien an der philosophischen Fakultät beschäftigte er sich mit der Medizin. Allerdings wechselte er bereits 1606 an die Universität von Wittenberg, wo er drei Jahre blieb und neben Grammatik, Dialektik und Rhetorik auch Geometrie, Astronomie, Chronologie und Physik studierte. Von Wittenberg aus schrieb er 1608 einen Brief an Johannes Kepler. Neben der Astronomie beschäftigte er sich, wie sein Vater, mit der Astrologie und war davon überzeugt, dass sie sichere Erkenntnisse liefere. Darüber hinaus glaubte er, eine Methode der Wettervorhersage gefunden zu haben. 1609 ging Fabricius nach Leiden, um an der dortigen Universität Medizin zu studieren. Im Sommer 1611 ging er nach Wittenberg zurück und erwarb im September den Titel eines Magisters der Philosophie. Über sein weiteres Leben ist fast nichts bekannt. Offensichtlich studierte er zunächst weiter Medizin. Er starb auf einer Reise nach Basel, wo er seinen medizinischen Doktor erwerben wollte.

### Entdeckung der Sonnenflecken
Während seiner Zeit in Leiden erwarb Fabricius ein Fernrohr, das er mit ins väterliche Haus in Osteel brachte. Er beobachtete u. a. die Sonne, was nicht ungefährlich war, da er keine Hilfsmittel hatte, um das helle Licht abzuschwächen. Er verlegte lediglich die Beobachtungszeit in die Morgen- und Abendstunden, in denen das Sonnenlicht weniger grell war. Am 27. Februar 1611 nahm er erstmals dunkle Flecken auf der Sonne wahr. Da er sich zunächst unsicher war, ob es sich um atmosphärische Erscheinungen oder eine optische Täuschung handelte, wiederholte er seine Beobachtungen, wobei er seinen Vater hinzuzog. Da ihre Augen in Mitleidenschaft gezogen wurden, wandten sie später eine ungefährlichere Beobachtungsmethode an: Mittels einer Lochblende lenkten sie das Sonnenlicht in ein abgedunkeltes Zimmer und betrachteten die Sonnenscheibe auf einem weißen Stück Papier (das Prinzip der Camera Obscura). Die Existenz der Flecken konnte zweifelsfrei nachgewiesen werden. Deren tägliche Bewegung auf der Sonnenscheibe wurde zutreffend auf eine Eigenrotation der Sonne zurückgeführt. Im Juni des gleichen Jahres veröffentlichte Johann Fabricius in Wittenberg eine 22-seitige Schrift De Maculis in sole observatis et apparente earum cum Sole conversione narratio, worin er alle Einzelheiten der Entdeckung beschreibt und seinem Vater einen gebührenden Anteil zuspricht.

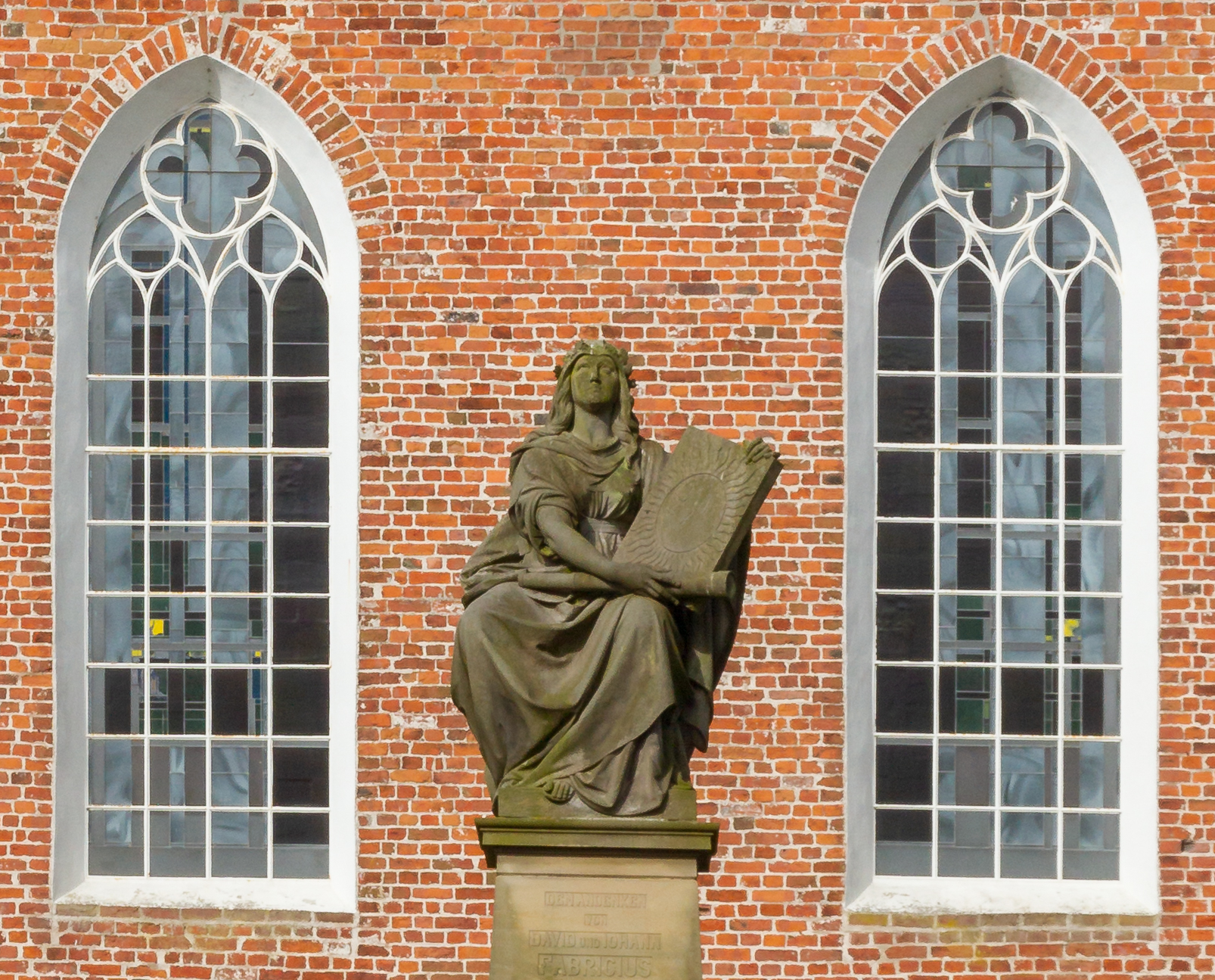
Denkmal für David und Johann Fabricius auf dem Friedhof von Osteel

Die Entdeckung stand im Gegensatz zur klassischen Anschauung des Aristoteles, nach der die Sonne vollkommen war, und der Lehrmeinung der Kirche, wonach die Sonne gleichsam „unbefleckt“, wie die Jungfrau Maria sein sollte. Zwar hatten der Italiener Galilei, der Engländer Thomas Harriot und der Deutsche Christoph Scheiner bereits im Jahre 1610 Flecken auf der Sonne wahrgenommen, Fabricius war jedoch der Erste, der die Entdeckung in einer wissenschaftlichen Abhandlung beschrieb. Allerdings übergingen Galilei und Scheiner sein Werk in der Folgezeit mit Stillschweigen. Als Entdecker der Sonnenflecken wird Fabricius angegeben von Simon Marius im Mundus Jovialis (1614) und von Kepler in den Ephemerides Novae (1618). Fabricius’ Schrift war lange Zeit vergessen.
Johannes Kepler bedauerte den frühen Tod des nach seinen Worten „begabten und eifrigen jungen Mannes, der durch seine Schrift über die Sonnenflecken weiterlebt“.

## Werke
- Joh. Fabricii Phrysii De Maculis in Sole observatis, et apparente earum cum Sole conversione, Narratio etc. Witebergae Anno M.DC.XI. (Digitalisat)